# 香川県立高松高等学校
香川県立高松高等学校 （かがわけんりつたかまつこうとうがっこう、英: Kagawa Prefectural Takamatsu High School）は、香川県高松市番町に所在する公立高等学校。
通称は「高高」（たかこう）。

## 概要
歴史
1893年（明治26年）に開校した「香川県尋常中学校」（旧制中学校）と「香川県高等女学校」を前身とする。1948年（昭和23年）の学制改革（六・三・三制の実施）に伴い、それぞれ「香川県立高松高等学校」（男子校）と「香川県立高松女子高等学校」となる。翌1949年（昭和24年）に両校が統合され、男女共学となり、現在に至る。現在の校地は主に旧・高等女学校のものを継承している。2023年（令和5年）に創立130周年を迎えた。
学区
第一学区（東讃）
校章
上記した両校の伝統の保持および男女の対等を示す事を目的に、あえて男女の使用校章が異なっており、統一校章は存在しない。全国大会等で主催者の求めによって統一校章を必要とする場合は両校章を縮小リサイズの上で併記したものが使用される。
- 男子 - 旧・高松高校（旧制中学校）のものを踏襲し、文武両道を表す3本のペンと3本の矛を組み合わせたものを背景にして「高」の文字を置いている。
- 女子 - 高等女学校のものを踏襲し、雪にたわむ笹（雪持笹）をモチーフに乙女の純潔と忍耐力を表している。

校歌
作詞は河西新太郎（OB、1912.5.2-1990.9.8）、作曲は芥川也寸志による。歌詞は3番まであり、各番とも「見よ」で終わる。
同窓会
「玉翠会」（ぎょくすいかい）と称している。
1950年（昭和25年）に高松高校の前身である旧制高松中学校の同窓会「玉藻会」と、旧制香川県立高等女学校の同窓会「晩翠会」が統合され発足した。名称は旧両同総会の名称から1字ずつとられている。本部は高松にあり、関東・関西・徳島・岡山・東海に支部が存在する。
東京玉翠会の総会（都内開催）は毎年1000人を超える参加者があり、2015年の総会では1252人が集まり「日本一の同窓会」として認定された。
本校5階にある玉翠会館（ホール）は玉翠会会員の寄進で建てられた。また経済的に苦しい生徒を支援するために、玉翠会が設立した奨学金制度「玉翠奨学生」があり、1年分の授業料とほぼ同額が給付される。
授業
授業時間確保のため、65分×5限の授業が行われている。

## 設置課程
全日制
- 普通科（学年制）定員280名

定時制
- 普通科（単位制）

通信制
- 普通科（単位制）

補習科
- PTAにより、卒業生（浪人1年目）を対象とした「補習科」が開講されており、旧制中学以来約100年の歴史を持つ。

## 沿革

### 旧制高松高女
- 1891年（明治24年） - 進徳女学校設立
- 1902年（明治35年） - 香川県立高松高等女学校に改称
- 1948年（昭和23年） - 学制改革に伴い香川県立高松女子高等学校に改称

### 旧制高松中学
- 1893年（明治26年） - 香川県尋常中学校設立
- 1899年（明治32年） - 香川県立高松中学校に改称
- 1948年（昭和23年） - 学制改革に伴い香川県立高松高等学校に改称

### 新制高松高校
- 1949年（昭和24年） - 高松高等学校（男子校）、高松女子高等学校を統合し、香川県立高松高等学校（共学校）発足
- 1954年（昭和29年） - 直島分校設置
- 1956年（昭和31年） - 家庭科募集停止
- 1968年（昭和43年） - 全日制課程に理数科を新設
- 1975年（昭和50年） - 直島分校閉校
- 1977年（昭和52年） - 理数科募集停止
- 1987年（昭和62年） - 本校の通信制に集団入学していた四国電力の企業内学校、四国電気高等学院が募集停止
- 1999年（平成11年） - 定員割れを起こし全員合格に
- 2003年（平成15年） - プラザ螺旋階段に110周年記念モニュメント「独立自主の鐘」設置
- 2005年（平成17年） - 第77回選抜高等学校野球大会に21世紀枠代表校として72年ぶりに出場し、閉会式で応援団最優秀賞を受賞
- 2009年（平成21年） - 自己推薦選抜制度を導入。定時制課程がこの年度の入学生より単位制に移行。
- 2023年（令和05年） - 創立130周年を迎える

## 生徒会
高松高校では、「生徒会＝生徒全員で運営するもの」とされているため、会長・副会長などの役員は「生徒会本部役員」と呼ばれる。生徒会役員選挙は、毎年5月中旬（体育祭後）と11月中旬（第九前）に行われ、会長・副会長がペアとなって立候補する。
前期生徒会（5〜11月・偶数代　主に2年生が中心）が手がける主な行事は、文化祭・秋のクラスマッチ・教育文化祭への参加であり、
後期生徒会（11〜5月・奇数代　主に1年生が中心）は冬のクラスマッチ・新入生歓迎行事・体育祭を運営する。
なお、文化祭、生徒会総合誌「玉翠」の編集、前後期クラスマッチ、体育祭の際には、それぞれ文化祭委員会、玉翠委員会、クラスマッチ委員会、体育祭委員会が各クラス選出の委員をメンバーとして立ち上げられ、直接の企画運営などにあたる。
第28代までは生徒会長ではなく、自治会長という呼称だった。1950年（昭和25年）9月に日本初となる女性自治会長（高松高校第2代自治会長）が誕生している。また、直属の校友会（後述）のみならず、各クラス学級委員による生徒委員会を直属組織に持つ。

## 校友会活動
部活動を行う団体を「校友会」（こうゆうかい）と呼び、部活動のことを校友会活動と呼ぶ。校友会には生徒会直属委員会、運動部、文化部がある。入部率は100%を超え兼部する生徒も多い。
生徒会直属委員会
- 応援委員会 - 高校野球の応援において、最優秀応援賞を度々受賞している。
- 吹奏楽委員会 （TBB）- 2008年度（平成20年度）全日本吹奏楽コンクール課題曲に、部員の作品（マーチ「晴天の風」）が採用された。
- 放送局委員会
- 新聞編集委員会

運動部
- 野球部 - 選抜高等学校野球大会 (香川県勢)および全国高等学校野球選手権大会 (香川県勢)参照
- サッカー部　毎年7月に東大遠征を行う
- バスケットボール部 - 全国高等学校総合体育大会バスケットボール競技大会（準優勝、第3回大会）
- バレーボール部
- ハンドボール部
- 硬式テニス部
- 軟式テニス部
- バドミントン部
- フェンシング部
- 卓球部
- 陸上競技部 - インターハイで、男子走り高跳び・女子200mの優勝者を輩出している。
- 水泳部
- ヨット部
- 剣道部
- 柔道部
- ダンス部
- 山岳部
- 弓道同好会 - 校内に練習場所が無いため、香川県立武道館で活動している。

文化部
- 音楽部 - 一般的にいうところの合唱部。
- オーケストラ部 - 弦楽器のみ。
- 茶華部
- 軽音楽部
- 語学部
- 理学部
- 生物部
- 地学部
- 文芸部
- 家政部
- 競技かるた部
- 数学研究部
- 写真部
- 美術部
- 漫画・イラスト同好会
- 演劇部
- 将棋部
- 囲碁部
- クイズ研究部

## 学校行事
体育祭、文化祭、クラスマッチ（スポーツ）にあたっては委員会が設けられ、生徒が自主的に運営する。
体育祭
5月中旬ごろ行われる。運営は生徒会本部と体育祭委員会。香川県総合運動公園もしくは香東川公園成合運動広場のどちらかで行われることが多かったが、近年は高松市屋島競技場（レクザムフィールド）で行われている。数年前まで入場行進の際、クラスごとにユニークな表敬動作が行われていたが競技場の都合上観客の方を向いて行うため生徒から見えないことや、準備に時間がかかるなどの理由で廃止された。
また、組立体操やクラス対抗のドッジボールを行っていたが、ケガをしたり競技場の芝を痛めたりする危険性があったため廃止された。現在はクラス対抗スウェーデンリレーが一番の目玉となっている。
学校説明会
8月上旬に中学3年生とその保護者、中学校の教員を対象に行われる。オーケストラ部または吹奏楽委員会による歓迎演奏や、教務部と生徒会本部による学校紹介の他、応援団によるエール、現役生から受験勉強のアドバイスなども行われる。
文化祭
9月上旬に土曜・日曜の2日間行われる。運営は生徒会本部と文化祭委員会。1・2年生の各クラスと文化系の部活動・委員会、さらに一部の体育系の部活（ダンス部・山岳部など）による研究発表や演奏会・発表会が催される。出し物は「5階・体育館部門（主に演奏・演劇）」「教室部門（喫茶含む）」「野外展示部門」の3つに大別されて審査され、総合最優秀賞（その年の文化祭テーマを冠した賞が与えられる）以外にも各部門の最優秀賞と優秀賞が決定される。また、初日放課後にナイトフェスティバルが体育館で行われる。
第九
1988年（昭和63年）以降毎年12月17日（ベートーヴェンの誕生日）前後に行われる。第九の第4楽章をオーケストラ部と吹奏楽委員会で演奏し、芸術科目として音楽を選択した生徒および一般公募の市民がドイツ語で合唱する。
芸術祭
第九当日を含む3日間に行われる行事で、正確には第九演奏も芸術祭の一環である。書道部・美術部・書道選択者・美術選択者の作品展示が行われる。
スポーツクラスマッチ
6月中旬、3月中旬に行われる。運営は生徒会の特別委員会のひとつであるクラスマッチ委員会。6月に行われるクラスマッチには全校生が参加するが、3月に行われるクラスマッチは卒業式後のため3年生が参加しない。6月はバレーボールを1日で、3月はサッカー（男子のみ）・バスケットボール（男女）・卓球（女子のみ）を1日半で行うのが定着している。
寒稽古 (Winter Exercise Challenge)
毎年2月初旬・早朝（午前7時ころ開始）に行われる。生徒は柔道・剣道・早朝ランニングから一種目を選択し、参加する。基本的には自由参加。
百人一首グランプリ
2月上旬（寒稽古よりは後）に2年生のクラス代表によって行われる、競技かるた大会（団体戦）。
卒業式
3月上旬に行われる。
玉翠グローバルアカデミー (GGA / Gyokusui Global Academy)
各界で活躍している著名な卒業生を招いて講演会を開き、地域住民に無料で開放している。生徒も聴くことができる。なお、年に1回は同じ趣旨の先輩講演会と呼ばれるGGAも開かれ、こちらは生徒が全員参加する。招かれる卒業生は、国際弁護士、先端技術の研究者など様々である。

## 直島分校（廃止）
1954年に現在の直島町立直島中学校の場所に開校。定時制課程のみであった。
しかしながら直島の対岸にある岡山県玉野市の玉野中学校（旧制：現在の岡山県立玉野高等学校）が戦時中より非公式に直島からの生徒を受け入れており、新制の玉野高校や玉野市立玉野商工高等学校の発足後も非公式ながら引き続き直島の島民を全日制で受け入れていたため、定時制しかない本校の直島分校の生徒は多くなかった。1973年に正式に越県入学が認められると存在意義を失い、1975年に直島分校は閉校した。

## 著名な出身者

### 政治
大臣・国会議員
- 三木武吉（政治家、元衆議院議員。放校処分により同志社中へ）
- 綾部健太郎（元衆議院議長、正三位勲一等）
- 成田知巳（元日本社会党委員長）
- 藤本孝雄（元厚生大臣、農林水産大臣）
- 平井卓志（元労働大臣。終戦後、都立四中から旧制高松中学に）
- 森田一（元運輸大臣、旭日大綬章、元大蔵官僚）
- 中山展宏（国土交通副大臣）
- 小川淳也（衆議院議員）
- 玉木雄一郎（国民民主党代表、衆議院議員、元財務官僚）
- 薗浦健太郎（元衆議院議員）
- 円より子（元参議院議員。のちに都立大泉高へ）
- 植松恵美子（元参議院議員、三木町副町長）
- 三宅伸吾（参議院議員）

地方首長
- 真鍋武紀（元香川県知事、農林水産審議官）
- 池田豊人（香川県知事、元国土交通省道路局長）
- 梶正治（前丸亀市長）

### 行政
国家公務員
- 内海善雄（元ITU事務総局長、元郵政審議官、瑞宝大綬章）
- 加藤秀樹（シンクタンク・構想日本代表、元大蔵官僚）
- 佐藤英彦（元警察庁長官）
- 田中聡志（元駐ジンバブエ大使、元環境省水・大気環境局長）
- 堀家久靖（元気象庁次長）
- 渡辺修（元通産事務次官、石油資源開発会長・社長。1959年卒）

地方公務員
- 入倉憲二（元名古屋市副市長、元サカエチカマチ社長、元名古屋交通開発機構副社長）

### 実業
- 芦原義重（関西電力会長）
- 池田守男（資生堂会長）
- 大社義規（日本ハム名誉会長、勲二等旭日重光章）
- 木村伊量（前朝日新聞社社長）
- 千田憲三（名古屋鉄道社長、東海テレビ放送初代社長）
- 辻義文（日産自動車社長、会長、日本自動車工業会会長、日本経済団体連合会副会長、旭日大綬章）
- 西岡喬（三菱重工業社長、会長、日本経済団体連合会副会長）
- 真鍋精志（西日本旅客鉄道第7代社長）
- 真鍋康正（高松琴平電気鉄道代表取締役、ことでんバス代表取締役）
- 山下芳太郎（住友合資理事兼住友鋳鋼（後の住友金属工業）常務兼住友伸銅（後の住友軽金属）所長。元外交官（ロンドン・リヨン副領事）。松山中学へ転校）

### 学術・文化
- 菊池寛（作家、実業家、文藝春秋社創設者）
- 高谷時彦（建築家、東北公益文科大学大学院教授）
- 坂井修一（工学者、歌人、東京大学副学長、東京大学大学院情報理工学系研究科教授、現代歌人協会副理事長）
- 梶田将司（工学者、京都大学教授）
- 木村周市朗（経済学者、成城大学教授、日本学士院賞）
- 蓮井良憲（商法学者、九州大学教授、大谷女子大学副学長）
- 福川裕徳（会計学者、一橋大学教授、日本会計研究学会太田・黒澤賞等受賞）
- 河西新太郎（詩人、作詞家）
- 対馬康子（俳人）
- 高城修三（作家、第78回芥川賞受賞）
- 向田邦子（作家。県立高等女学校の1年生1学期のみ在学、東京市立目黒高等女学校に編入）
- 浅野健一（同志社大学文学部教授）
- 川本晶子（作家、第21回太宰治賞受賞）
- 高嶋昌二（合唱指揮者、大阪府立淀川工科高等学校グリークラブほかを指揮）
- 本田由紀（社会学者、東京大学教授、東京大学教育学部附属中等教育学校校長、日本教育学会副会長）
- 植田和弘（京都大学経済学部長・同大学院経済学研究科長・教授、環境経済・政策学会会長）
- 松原義治（近畿大学名誉教授）
- 西條辰義（大阪大学社会経済研究所教授）
- 森棟公夫（京都大学教授、椙山女学園理事長、紫綬褒章）
- 渡辺寛（皇學館大学教授）
- 新谷悟（元昭和大学教授）[2]
- 竹内信夫（フランス文学者、空海研究家、東京大学名誉教授）
- 三木忠直（海軍技術少佐、爆撃機や新幹線開発者の一人）
- 小西淳二（京都大学名誉教授、杉田玄白記念公立小浜病院名誉院長）
- 桑田秀延（神学者、東京神学大学初代学長）
- 國土典宏（外科医、東京大学名誉教授、国立国際医療研究センター理事長）
- 鈴木八朗（アートディレクター）

### 法曹
- 岡正晶（最高裁判所裁判官、弁護士、元法務省法制審議会民法部会委員、元第一東京弁護士会会長、元日本弁護士連合会副会長、三井住友銀行社外監査役、住友生命保険相互会社社外監査役）
- 小早川龍司（弁護士、日本弁護士連合会副会長、元四国弁護士会連合会理事長、元香川大学教授、元東京地方検察庁検事）
- 藤田知美（弁護士、京都大学非常勤講師）

### 芸能・マスコミ
- 林康子（オペラ歌手）
- 高畑淳子（女優）
- 松本一路（NHKアナウンサー）
- 中村信博（NHKアナウンサー、2005年春の甲子園出場 / 東大野球部出身）
- 橋谷能理子（フリーアナウンサー）
- 植松俊介（お笑い芸人、シャカ）
- 藤澤翼（スタジアムDJ、ラジオパーソナリティー）
- 藤澤恵麻（ファッションモデル、女優）
- 多田羅りか（タレント・モデル）
- 原渕由布奈（福井テレビアナウンサー）
- 浅井批文（テレビせとうちアナウンサー）
- 朝原雄三（映画監督）
- 糸谷良（2008年度全日本吹奏楽コンクール課題曲作曲者、在学中に朝日作曲賞入選）
- 羽立光来（宝塚歌劇団花組の男役）
- 鮫島浩（元朝日新聞記者、ジャーナリスト）
- 紅葉（お笑い芸人、兄弟）

### スポーツ
- 水原義明（元東京六大学野球選手 / 早大野球部出身、戦死）
- 梶原英夫（元東京六大学野球投手、1928年夏の甲子園出場投手 / 帝大野球部出身）
- 三原脩（元西鉄ライオンズ監督・野球殿堂 / 早大野球部出身）
- 村川幸信（元大東京軍選手 / 立命大野球部出身、中退）
- 加藤正二（元名古屋軍選手・本塁打王 / 元中大野球部監督）
- 樋笠一夫（元広島カープ・読売ジャイアンツ選手 / 陸士卒）
- 稲垣定雄（元プロ野球選手 / 中大野球部出身）
- 穴吹義雄（元南海ホークス選手・監督 / 中大野球部出身。映画化された小説「あなた買います」の題材となる）
- 橋本勝隆（元プロ野球選手 / 中大野球部出身、中退）
- 田中調（元東映フライヤーズ投手）
- 大河賢二郎（元鐘淵化学硬式野球部、尽誠学園高等学校、松阪大学監督）
- 松家卓弘（元横浜ベイスターズ・北海道日本ハムファイターズ投手 / 東大野球部出身）
- 谷村遼太（元ハンドボール選手 / ワクナガレオリック）
- 水野琳太郎(元京都大学硬式野球部、現東京ヤクルトスワローズアナリスト)

## その他
- GGB (Gakusyu Guide Book) - 年度の始めに配られる冊子で各教科、科目ごとの内容や学習方法を示している。

## 地下駐車場問題
高松高校地下には駐車場があり、その建設を巡って県とPTA、玉翠会、生徒との間で対立が起きた。

## 交通アクセス
- JR予讃線・高徳線: 高松駅 or 栗林公園北口駅（それぞれ徒歩20分前後）
- 高松琴平電気鉄道: 琴平線、長尾線、志度線 瓦町駅（徒歩約15分）
- ショッピング・レインボー循環バス「県庁・日赤前」徒歩1分

## 周辺施設
校地は高松市中心部に位置する。
官公庁
- 香川県庁
- 香川県警察本部
- 高松市役所

医療機関
- 高松赤十字病院
- 高松病院

学校
- 香川県立高松工芸高等学校
- 香川大学教育学部附属高松小学校